# Franco Magnani
Franco Magnani (Cesena, Forlì-Cesena, Emília-Romanya, 29 d'abril de 1938) és un ciclista italià, que fou professional entre 1961 i 1964. En el seu palmarès destaca una victòria d'etapa al Giro d'Itàlia de 1963.

## Palmarès
- 1959
  - 1r al Gran Premi Montanino
- 1963
  - Vencedor d'una etapa al Giro d'Itàlia

### Resultats al Giro d'Itàlia
- 1963. 35è de la classificació general
- 1964. 80è de la classificació general

### Resultats al Tour de França
- 1962. 83è de la classificació general